# Клюнтер Валентина Петрівна
Валентина Петрівна Клюнтер (народилася в с. Секунь Старовижівського району Волинської області) — українська поетеса і краєзнавець. Авторка поетичних і краєзнавчих книжок. Членкиня національної спілки краєзнавців України.

## Життєпис
Народилася в селянській сім’ї Петра та Марії Андрощуків.
Навчалася в Секунській восьмирічній школі і Мизівській середній школі, у Харківському заочному (вечірнє відділення) машинобудівному технікумі.

## Творчість
Автор двох поетичних збірок:
- «Береги долі»,
- «На гостину до Оха».[1]

Автор літературно-художніх видань — збірок історико-краєзнавчих нарисів:
- «Золота колиска», 2017
- «Секунська «Січ», 2020, 2023
- «По той бік осені», 2022
- «Доля синьоокого романтика», 2023[2]

Поезія Валентини Клюнтер надрукована також у кількох літературних альманахах.